# En buse till pappa
En buse till pappa är en amerikansk film från 1993 i regi av Darrell Roodt med Patrick Swayze och Halle Berry i huvudrollerna.

## Handling
Småtjuven Jacks barn placeras i fosterhem när deras mamma dör. Jacks tonårsdotter Kelly flyr och övertalar Jack att hämta hennes lillebror Eddie också. Först försöker Jack att dumpa barnen hos sin mamma, men hon är en spelare och fuskar så att även hon får polisen efter sig. Jack tar då med sig barnen till New Orleans där han planerar ett rån som kan ge honom livstids fängelse.

## Om filmen
Filmen är inspelad vid Hooverdammen samt i Las Vegas, Los Angeles, New Orleans och San Antonio. Den hade världspremiär i USA den 27 augusti 1993 och svensk premiär på TV3 den 12 januari 1997.

## Rollista (urval)
- Patrick Swayze - Jack Charles
- Halle Berry - Kathleen Mercer
- Sabrina Lloyd - Kelly Charles
- Brian Bonsall - Eddie Charles
- Michael Ironside - Jerry
- Diane Ladd - Rita
- Bob Gunton - Lazzaro
- Adrienne Barbeau - Celeste
- Josh Lucas - Andy
- Kane Hodder - busschaufför (ej krediterad)